# احتياطي الغاز الصخري في الدول العربية
الغاز الصخري أو غاز الشيست أو غاز الأردواز هو صنف غير تقليدي من الغاز الطبيعي، لوجوده داخل الصخور، وينتشر في الطبقات الصخرية داخل الأحواض الرسوبية وتطلق عليه تسمية غاز حجر الأردواز، لأنه يتواجد بطبقات صخرية تحمل هذا الاسم، ويعتبر الخبراء أنه غاز طبيعي، ينشأ من أحجار الأردواز. ويتواجد الغاز محبوسا بين طبقات تلك الأحجار، وتستخدم لاستخراجه تقنيات معقدة، مقارنة بتلك المستخدمة لاستخراج الغاز الطبيعي الذي يكون محبوسا في فجوات تحت الأرض، حيث لا تحتوي الصخور، في حالة الغاز الصخري، على ثغور أو شقوق، وهو ما يجعل استغلال الغاز صعبا ومكلفا و لكن مع التقدّم الذي تشهده تكنولوجيا الحفر المائي فإن تكلفة إنتاج الغاز الصخري هي أرخص حاليا من تكلفة الفحم في الولايات المتحدة، وشرع يحتل مكانه بسرعة على صعيد توليد التيار الكهربائي و حسب تقرير وكالة الطاقة الأمريكية تصدرت الصين قائمة الدول مع احتياطي يقدر ب1115 تريليون قدم مكعب أمّا بالنسبة للبلدان العربية تأتي الجزائر في المركز الأول عربيا و الثالث عالميا مع احتياطي يقدر ب707 تريليون قدم مكعب.

## احتياطي الغاز الصخري في شمال إفريقيا
| الترتيب | الدولة/المنطقة | الاحتياطي المؤكد القابل للإستخراج من الغاز الصخري (تريليون قدم مكعب) | الاحتياطي الإجمالي من الغاز الصخري (تريليون قدم مكعب) |
| ------- | -------------- | -------------------------------------------------------------------- | ----------------------------------------------------- |
| 1       | الجزائر        | 707                                                                  | 3,419                                                 |
| 2       | ليبيا          | 122                                                                  | 942                                                   |
| 3       | مصر            | 100                                                                  | 535                                                   |
| 4       | تونس           | 23                                                                   | 114                                                   |